# Urtica sondenii
Urtica sondenii — вид рослин з родини Кропивні (Urticaceae), поширений у Скандинавії й Східній Європі, у Монголії та Сибіру.

## Опис
Багаторічна рослина з повзучим кореневищем. Стебло ≈ 1 м заввишки, у вузлах покрите нечисленними жалкими й простими волосками, на міжвузлях зазвичай голе. Листова пластинка довгасто-яйцювата або вузько-яйцювата, 4–12 × 1.5–4.5 см (довжина перевищує ширину в (2)2.5–4 рази), з округлою, клиноподібною, усіченою, рідко — зі злегка серцеподібною основою (глибина виїмки до 2 мм), із загостреною витягнутою верхівкою, на краю з 12–25 парами приблизно равнобоких зубців, зверху та знизу гола, лише іноді на великих жилах з одиничними простими або жалкими волосками. Черешок завдовжки 1–4(6) см, у 3–7 разів коротший від пластини. Квіти зелені. Плоди яйцеподібні або еліптичні, 1–1.3 × 0.6–1 мм.

## Поширення
Поширений у Скандинавії й Східній Європі, у Монголії та Сибіру.
Росте у заплавах річ і струмків на злаково-різнотравних луках й у вербових заростях, біля виходів ключів, в лісах, рідко — поблизу доріг і в населених пунктах.